# Ziua Arborelui

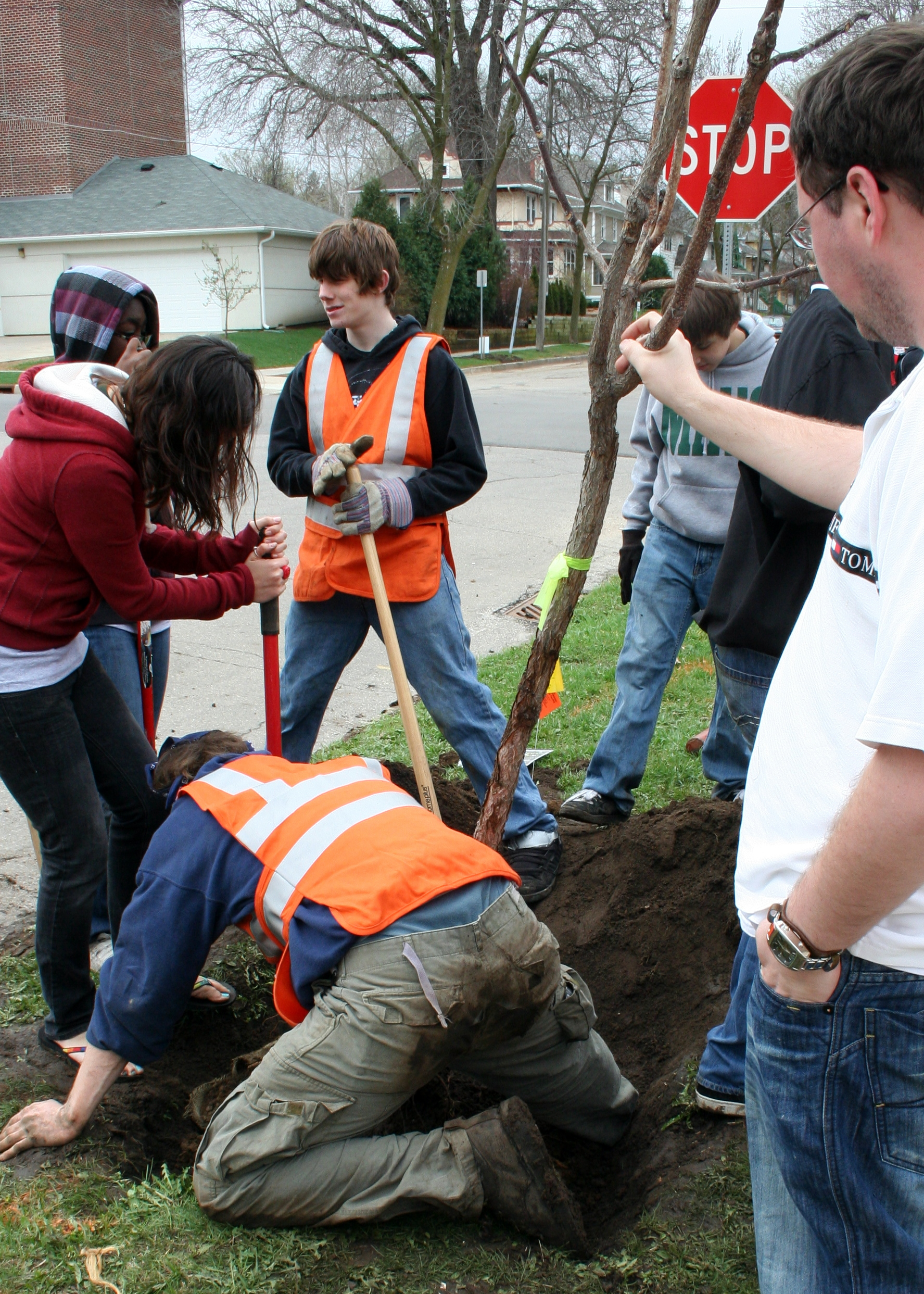

Ziua Arborelui este o sărbătoare în care grupurile sunt încurajate să planteze copaci. Deși are loc de obicei primăvara, data variază, depinzând de climat și de data de plantare potrivită lor.

## Istorie
În 1872, în statul Nebraska (SUA), în cadrul reuniunii Departamentului de Stat pentru Agricultură, Secretarul Teritoriului J. Morton a propus organizarea unei zile anuale dedicată grădinăritului. Participanții la întâlnire au sprijinit-o pe Morton, iar locuitorii statului au participat activ la acest eveniment. Succesul acțiunii a fost copleșitor: în timpul primei sărbători, care a fost numită "Ziua copacilor" (eng. Ziua arborilor), au fost plantate aproximativ un milion de copaci. După 10 ani, "Ziua Arborelui" a devenit o sărbătoare oficială a statului. Un secol mai târziu, în 1970, această zi a devenit o sărbătoare națională și a fost redenumită Ziua Pământului.
Cu toate acestea, în timp ce "Ziua Copacilor" a suferit aceste transformări, zilele similare au început să apară pe întreaga planetă, dintre care unele au dobândit statut oficial, iar unele sunt realizate până în prezent de forțele entuziaștilor și organizațiilor publice. În majoritatea țărilor în care au apărut sărbători similare, este sărbătorită și "Ziua Pământului".